# Natalie Zea
Natalie Zea (Condado de Harris, Texas, 17 de marzo de 1975) es una actriz estadounidense. Es más conocida por su papel de Gwen Hotchkiss en la serie Passions de la NBC y por retratar a Karen Darling, en Dirty Sexy Money, de la cadena ABC y por el papel de Winona Hawkins en serie Justified, creada por Graham Yost.

## Biografía
Zea nació en el Condado de Harris, Texas, y asistió a la Monahans High School, graduándose en 1993. Se graduó de la Academia Estadounidense de Música y Arte Dramático de Nueva York en 1995. También en 1995, Zea coprotagonizó el cortometraje "Boys Don't Cry" como Lana Tisdel. En la versión cinematográfica de 1999 de "Boys Don't Cry" , el papel fue interpretado por Chloë Sevigny. También apareció en numerosos anuncios nacionales para compañías como Dove, Snickers y Hellman's Salad Dressing.

## Trayectoria
Zea comenzó su carrera en un teatro Off-Broadway, apareciendo en producciones de Las tres hermanas y Sueño de una noche de verano. Debutó en el largometraje en el drama independiente de temática shakespeariana Macbeth en Manhattan en 1999.  Al año siguiente, Zea debutó en televisión en un episodio de la serie dramática de corta duración The WB, D.C.. Ese mismo año interpretó a Gwen Hotchkiss Winthrop, una mujer de negocios y de la alta sociedad, miembro de la acaudalada familia Hotchkiss, en la telenovela diurna de la NBC Pasiones. Apareció en la serie de forma regular desde el 15 de noviembre de 2000 hasta el 3 de octubre de 2002. Sobre su marcha, Zea dijo: «He decidido no renovar mi contrato con “”Passions“”. Aunque disfruté de mi experiencia y aprendí bastante, sobre todo al principio, sé que lo mejor para mi carrera y mi oficio es buscar nuevos retos. Así que, después de pensarlo, la mejor decisión ha sido separarme amistosamente». Zea es la segunda actriz que interpreta el papel de Gwen. La hija de Susan Lucci, Liza Huber, interpretó el papel desde el 5 de julio de 1999 hasta el 8 de noviembre de 2000, y de nuevo, después de que Zea dejara la serie.
En 2004, Zea interpretó un papel recurrente en la serie policíaca FX The Shield. Interpretó el papel de Lauren Riley, un interés amoroso del personaje de Michael Chiklis Vic Mackey. Al año siguiente, Zea obtuvo su primer papel en una serie regular de televisión de máxima audiencia, en la serie dramática de la ABC, Eyes junto a Tim Daly. La serie se canceló tras una sola temporada. Su siguiente papel importante fue en la telenovela/comedia dramática de ABC Dirty Sexy Money junto a Jill Clayburgh, Donald Sutherland y Peter Krause. Zea interpretaba a la malcriada Karen Darling. La telenovela se emitió de 2007 a 2009 y fue cancelada tras dos temporadas. En 2009, tuvo un papel recurrente durante la primera temporada de la serie de comedia de HBO Hung. También ha tenido muchos papeles como actriz invitada en CSI: Crime Scene Investigation, Two and a Half Men, Without a Trace, Medium, Franklin & Bash, y Person of Interest.
En 2010, Zea comenzó a protagonizar como serie regular durante las tres primeras temporadas del drama de FX Justified, cambiando a un papel recurrente a partir de la cuarta temporada. Interpretó el papel de Winona Hawkins, la ex mujer de Raylan Givens. Zea fue originalmente una estrella invitada en el piloto de Justified, pero fue convertida en regular justo después del piloto con un contrato de dos años. Junto a su papel regular en Justified, de 2012 a 2013, Zea tuvo el papel recurrente en la comedia-drama de Showtime, Californication como un nuevo interés amoroso para el personaje de David Duchovny. En cine, Zea tuvo un papel secundario en la comedia de 2010 Los otros tipos. Como actriz principal, coprotagonizó junto a Sean Patrick Flanery el thriller independiente de 2011 InSight, y en la película de Lifetime La carga del mal (2012).
En 2013, Zea protagonizó el papel principal de la Dra. Claire Matthews, la esposa distanciada de un asesino en serie en la serie dramática de Fox, The Following. Regresó a la serie en la segunda temporada de forma recurrente. También en 2013, tuvo un papel recurrente como Maxine Seagrave, una capo de la droga y el juego, en la primera temporada de la serie de verano de la CBS, Under the Dome. Más tarde ese mismo año, Zea fue elegida para su primer papel protagonista de serie en el piloto de comedia de Amazon Los rebeldes. El piloto se estrenó en febrero de 2014, pero no fue elegido para la serie. Ese mismo año, Zea participó en el reparto de dos películas independientes: Demasiado tarde, en el papel protagonista femenino junto a John Hawkes, y La dama gris, como personaje principal.
El 4 de agosto de 2014, se anunció que Zea era la protagonista de la telenovela en horario de máxima audiencia de ABC, Members Only. Interpreta el papel de Mickey Holmes-Harris, el «miembro más educado y elegante de la familia que fundó el club de campo en torno al cual gira la serie»". Members Only fue canceladas por ABC antes del estreno. El 2 de diciembre de 2014, Zea fue elegido como protagonista junto a Jason Jones en la TBS. TV channel) comedia vacacional The Detour.
El 26 de febrero de 2020, Zea comenzó en el papel principal de Eve Harris en la serie dramática apocalíptica de la NBC La Brea, escrita por David Appelbaum.

## Filmografía

### Cine
| Año  | Título                   | Personaje                | Notas                  |
| ---- | ------------------------ | ------------------------ | ---------------------- |
| 1999 | Macbeth in Manhattan     | Samantha / Primera bruja |                        |
| 1999 | Lucid Days in Hell       | Naomi                    |                        |
| 2008 | From a Place of Darkness | Brenda                   |                        |
| 2010 | The Other Guys           | Christinith              |                        |
| 2011 | InSight                  | Kaitlyn                  |                        |
| 2011 | The Sexy Dark Ages       | Gwendolyn                | Corto                  |
| 2011 | Method                   | Actriz                   | Corto                  |
| 2012 | Burden of Evil           | Caitlyn Conner           | Película de televisión |
| 2013 | Sweet Talk               | Delilah                  |                        |
| 2013 | The Following            | Claire Matthews          |                        |
| 2015 | Grey Lady                | Melissa Reynolds         |                        |
| 2015 | Too Late                 | Mary Mahler              |                        |
| 2019 | The F**k It List         | Kristen                  |                        |
| 2021 | Happily                  | Karen                    |                        |

### Televisión
| Año        | Título                         | Personaje               | Notas                                             |
| ---------- | ------------------------------ | ----------------------- | ------------------------------------------------- |
| 2000       | D.C.                           |                         | "Blame". Cameo                                    |
| 2001       | CSI: Crime Scene Investigation | Needra Fenway           | "Gentle, Gentle"                                  |
| 2002       | MDs                            | Ghost                   | "R.I.P."                                          |
| 2000–2002  | Passions                       | Gwen Hotchkiss Winthrop | Principal                                         |
| 2004       | The Shield                     | Lauren Riley            | Recurrente. 5 Episodios                           |
| 2005       | Two and a Half Men             | Colleen                 | "We Called It Mr. Pinky"                          |
| 2005       | Eyes                           | Trish Agermeyer         | Principal.12 Episodios                            |
| 2006       | Freddie                        | Sally                   | "Freddie and the Hot Mom"                         |
| 2006       | Without a Trace                | Jennifer Nichols        | "Crossroads"                                      |
| 2006       | Just Legal                     |                         | "The Rainmaker"                                   |
| 2007–2009  | Dirty Sexy Money               | Karen Darling           | Principal. 23 Episodios                           |
| 2009       | Hung                           | Jemma                   | Recurrente. 4 Episodios                           |
| 2009       | Medium                         | Sophie Cullen           | "Deja Vu All Over Again"                          |
| 2010       | The Defenders                  | ADA Meredith Kramer     | Recurrente. 3 Episodios                           |
| 2010       | Law & Order: Los Angeles       | Sarah Goodwin           | "Hondo Field"                                     |
| 2010–2015  | Justified                      | Winona Hawkins          | Principal (T1–3). Recurrente (T4–6). 44 Episodios |
| 2011       | Franklin & Bash                | Isabella Kaplowitz      | "She Came Upstairs to Kill Me"                    |
| 2011       | Royal Pains                    | Judy Windland           | "Traffic"                                         |
| 2011       | Person of Interest             | Diane Hanson            | "Pilot"                                           |
| 2012–2013  | Californication                | Carrie                  | Recurrente. 4 Episodios                           |
| 2013–2014  | The Following                  | Claire Matthews         | Principal (T1). Recurrente (T2). 23 Episodios     |
| 2013       | Under the Dome                 | Maxine Seagrave         | Recurrente. 3 Episodios                           |
| 2014       | The Rebels                     | Julie Levine            | Piloto                                            |
| 2014       | Members Only                   | Mickey Holmes-Harris    | Principal                                         |
| 2016–2019  | The Detour                     | Robin Randall           | Principal. Director, 2 Episodios.                 |
| 2017       | White Famous                   | Amy Von Getz            | Recurrente. 3 Episodios                           |
| 2020       | 9-1-1: Lone Star               | Zoe                     | "Studs" and "Awakening"                           |
| 2020–2021  | The Unicorn                    | Shannon                 | Recurrente (T2)                                   |
| 2021– 2024 | La Brea                        | Eve Harris              | Principal                                         |